# Formant de chant
 (15 mars 2019).
Améliorez-le ou discutez des points à vérifier. 
Pour les articles homonymes, voir Squillo.
Le formant de chant est un formant spécifique. Les formants sont des zones de fréquences précises qui caractérisent timbre, intensité (volume) et fréquence (hauteur du son). Le formant de chant se forme à partir de 3 kHz. Il est utile pour les chanteurs d'opéra.

## Formation

### Définition
Le formant de chant correspond à une zone de fréquence et à une énergie sonore qui apparaît à partir de 3 kHz dans la voix d'une personne à voix entraînée. On peut visualiser le formant dans un sonagramme. Il faut cependant prendre en compte que les notes do#2, fa2 et la plupart des notes à partir de la bémol ne possèdent pas d'harmoniques dans la zone de fréquence 3 000 Hz. Pour mieux faire intervenir le formant de chant, il est préférable de chanter dans les autres gammes.

### Étude d'un exemple

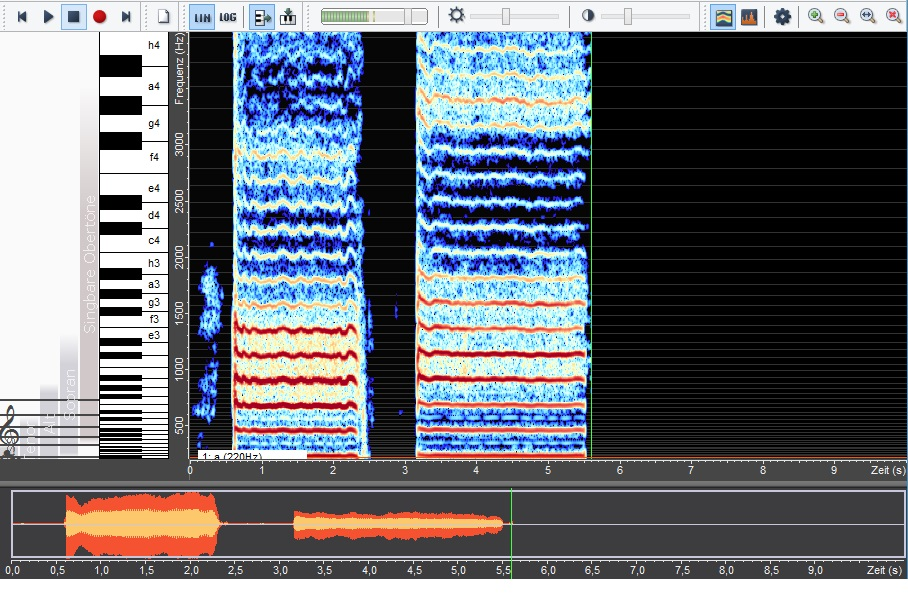
résultat 1: formant de chant entre 0 et 3 000 Hz
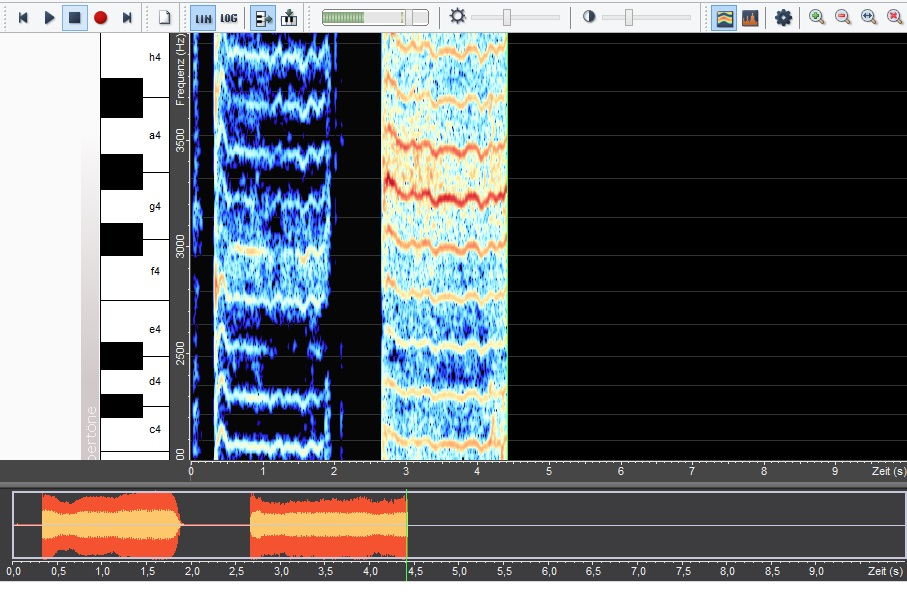
résultat 2: formant de chant entre 1 500 et 3 000 Hz

On peut visualiser le formant de chant par un trait rouge à environ 3 kHz.
Voici l’enregistrement de la voix de deux personnes:
- Le premier résultat illustre les caractéristiques sonores d'une personne avec une voix non entraînée (transformée de Fourier renversée à gauche sur ce résultat 1) et une personne avec une voix entraînée (transformée de Fourier renversée à droite sur ce résultat 1). On constate que pour la personne entraînée, le formant de chant est bien présent à partir de 3 kHz (courbe en rouge). On peut en déduire que la première personne doit avoir un entraînement si elle souhaite jouer avec un orchestre.
- Le deuxième résultat représente les caractéristiques sonores des mêmes personnes, mais l'échelle est réglée de 1 500 à 3 000 Hz. On peut encore mieux voir le formant de chant pour la personne entrainée : le formant de chant est bien présent à partir de 3 kHz (visible sur le résultat 2 à droite)

## Utilité
C'est grâce au formant de chant que l’orchestre et la voix peuvent jouer harmonieusement ensemble sans que la voix soit dissimulée par l'orchestre.
Lorsque la fréquence augmente, le volume sonore de l'orchestre diminue pendant que le volume de la voix augmente à 3 kHz.

## Chanteur amateur
Par ailleurs, certains individus possèdent naturellement le formant de chant.[Passage contradictoire] Ces personnes-là chantent beaucoup pendant leur temps libre et développent inconsciemment leur voix. 